# Thạch địa tầng

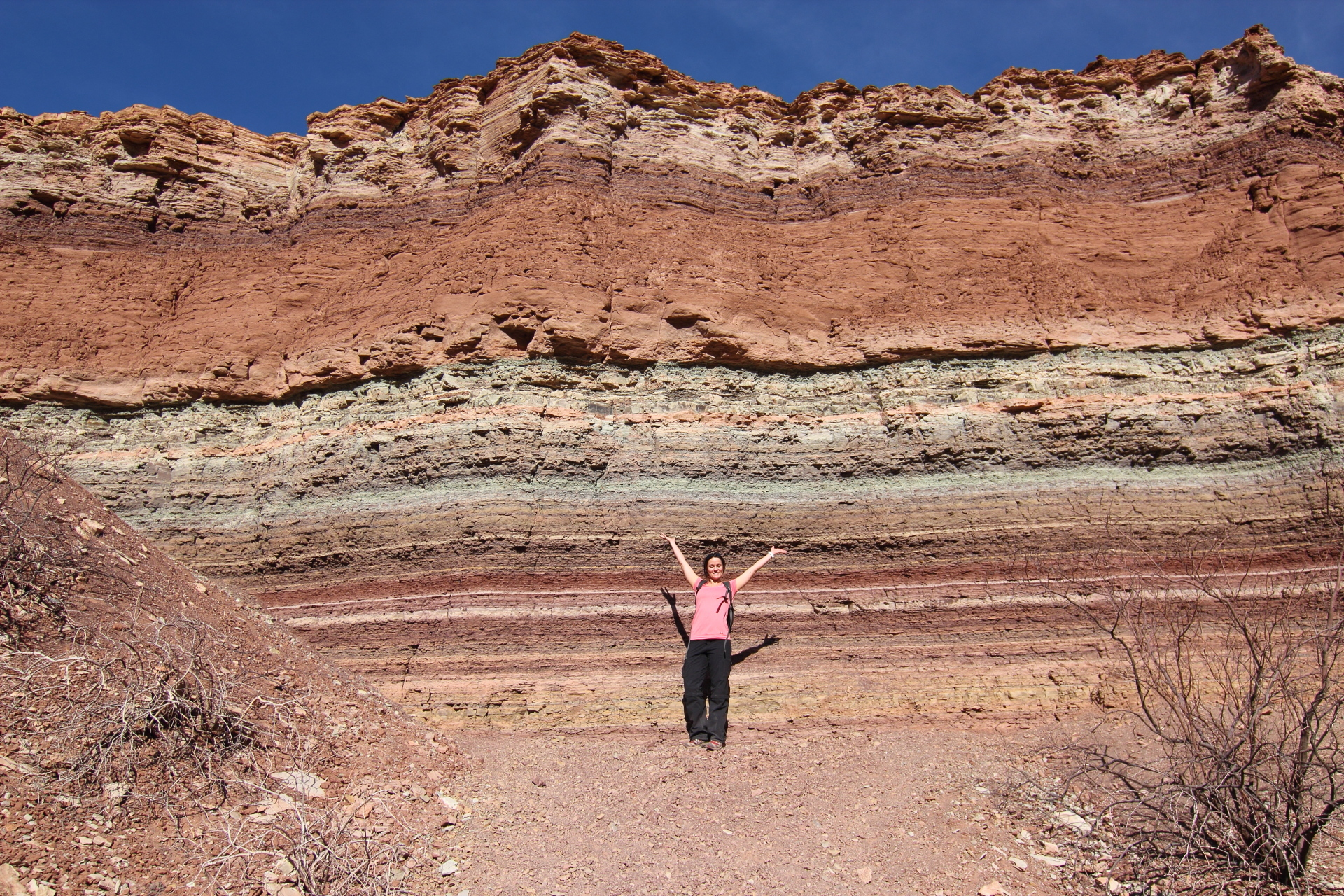
Địa chất tầng lớp nhân dân trong Salta (Argentina).

Thạch địa tầng là một bộ phận của địa tầng học có nhiệm vụ mô tả và sắp xếp một cách có hệ thống các đá của vỏ Trái Đất vào các phân vị được đặt tên riêng biệt dựa vào đặc điểm thạch học và mối liên hệ địa tầng của chúng.

## Các phân vị thạch địa tầng

### Các phân vị chính thức
Các phân vị thạch địa tầng chính thức gồm:
- Loạt - gồm hai hoặc nhiều hệ tầng 
  - Hệ tầng - phân vị cơ bản của thạch địa tầng 
    - Tập - thực thể thạch học được định rõ trong một hệ tầng 
      - Lớp - lớp riêng biệt được định rõ trong một tập hoặc hệ tầng
        - Dòng - lớp riêng biệt nhỏ nhất trong loạt đá phun trào

### Các phân vị không chính thức
Các đơn vị không chính thức đã được sử dụng như "thạch đới" hoặc "đới" để chỉ các phân vị địa tầng bao gồm các tập hợp đá nhận biết được theo đặc tính thạch học nhưng không có cơ sở thích hợp để chỉ định là phân vị chính thức. Các thể thạch địa tầng được nhận biết do mục đích thực dụng nhiều hơn tính đồng nhất về thạch học như tầng chứa nước, cát chứa dầu, vỉa than khai thác được xem là phân vị không chính thức. Tuy nhiên, có thể xem chúng là chính thức như hệ lớp, hệ tầng nếu chúng có giá trị trong luận giải địa tầng khu vực.